# Улі II
Улі II (д/н — бл. 1480/1481) — 20-й манса імперії Малі у 1440—1480/1481 роках. Незважаючи на зусилля втратив північні області, разом з тим встановлено торгівельні контакти з Португальським королівством.

## Життєпис
Походив з династії Кейта. Про батьків якісь певні відомості відсутні. Звався спочатку Гбере («червоний»), що отримав ймовірно за колір шкіри чи волосся. Разом з братом Серебанджугу успішно відвоював області Діома в народу фульбе з Васулу. Потім між 1400 і 1404 роками сприяв сходженню брата на трон. 1440 року після смерті останнього сам став мансою під ім'ям Улі II.
Намагався відновити кордони та вплив імперії, зумівши до 1450 року відвоювати Уалату і Тімбукту в туарегів, проте останні через декілька років відновили напади на ці міста. 1456 року його підлеглі в області Баті (сучасна Гамбія) встановили контакти з португальцями на чолі із Альвізе Кадамосто. Згодом торговельні стосунки були закріплені під час перемовин з Діогу Гомішем. Це було важливо з огляду на переривання шляхів торгівлі через Сахару внаслідок дій туарегів.
На початку 1460-х років поновилася боротьба з сонгайською державою Гао, яку очолив Сонні Алі. Внаслідок цього туареги знову поставили під контроль Тімбукту і Уалату. 1465 року війська Малі зазнали поразки й втратили на користь Гао важливу область Мему (внутрішня дельта Нігеру). З цього часу постає ворожа імперія Сонгаї, що швидко збільшувалася за рахунок залежних від Малі держав, насамперед Женне.
Протягом 1470-х років Улі II втратив практично усю внутрішню дельту Нігера. 1477 року Нассере, нааба (володар) Ятенги захопив важливе місто Макіна та область Вагаду. Манса не втратив решту своїх земель лише завдяки тому, що мосі і сонгаї почали боротьбу між собою.
В останні роки Улі II приділяв увагу відновленню військової потуги та поліпшенню торгівлі з Португалією, насамперед золотом і рабами. Помер 1480 або 1481 року. Трон отримав його родич Махмуд II.